# Ulster Defence Regiment
Ulster Defence Regiment (UDR) var ett infanteriregemente i brittiska armén mellan 1970 och 1992. Det var ursprungligen en del av arméns reserv, men upphöjdes till reguljärt 1970 för att hjälpa till i Konflikten i Nordirland. Högkvarteret var förlagt till Lisburn.
Regementets bataljoner var förlagda till Derry, Portadown, Newry, Belfast, Enniskillen och Cookstown.